# Насонов, Арефа Акимович
Арефа Акимович Насонов (24 октября 1888 года, село Должик, Житомирский уезд, Волынская губерния — 10 января 1938 года, Бутовский полигон) — иерей Русской православной церкви, причислен к лику святых как священномученик для общецерковного почитания.

## Биография
1 августа 1914 года рукоположён во священника ко храму в селе Должик Пулинской волости Житомирского уезда Волынской губернии. Успешно занимался миссионерской деятельностью, обратил в православие многих старообрядцев. За это был особенно уважаем управляющим Волынской епархией архиепископом Антонием (Храповицким).
В 1931—1932 годах служил в храме святых Иоакима и Анны в Можайске.
3 сентября 1932 года арестован и на следующий день помещён в Бутырский изолятор. Был обвинён в антисоветской агитации, виновным себя не признал. 11 сентября 1932 года приговорён Тройкой ОГПУ ОГПУ к трём годам ссылки в Казахстан. Через 8 месяцев бежал из ссылки в Пензенскую область.

## Последний арест и мученическая кончина
Вновь арестован 19 декабря 1937 года по обвинению в контрреволюционной агитации и побеге с места отбытия наказания. Фрагмент допроса:

— Вы арестованы и обвиняетесь в том, что среди населения проводили антисоветскую агитацию, направленную против советской власти.

— Никакой агитации среди населения я не проводил.

…

— Признаете ли вы себя виновным в предъявленном вам обвинении?

— Виновным себя в предъявленном мне обвинении не признаю.

«Тройка» УНКВД по Московской области постановлением от 31 декабря 1937 года приговорила отца Арефу к расстрелу по ст. 58 п. 10—11 за «контрреволюционную агитацию, агитацию против выборов в Верховный Совет».
Расстрелян 10 января 1938 года и погребён в безымянной общей могиле.

## Реабилитация
- Реабилитация по 1932 году (первый арест) — 1990 год, Прокуратура Московской области.
- Реабилитация по 1937 году (второй арест) — 15 февраля 1991 года, Прокуратура Рязанской области.

## Канонизация
Причислен к лику святых новомучеников и исповедников Российских для общецерковного почитания Определением Священного Синода от 26 декабря 2001 (дата канонизации — 26 марта 2001 года).
День памяти: 28 декабря/10 января и в Соборе новомучеников и исповедников Российских.